# Лошият дядо
„Лошият дядо“ (на английски: Jackass Presents: Bad Grandpa) е американски комедиен филм от 2013 г. на режисьора Джеф Тримейн, който е съсценарист със Джони Ноксвил и Спайк Джоунс. Това е вторият филм, който използва заглавието „Jackass представя“ на поредицата „Jackass“. Във филма участват Джони Ноксвил и Джаксън Никол Продуциран е от „Ем Ти Ви Филмс“ и „Дикхаус Продъкшънс“ и е разпространен от „Парамаунт Пикчърс“. Филмът е пуснат на 25 октомври 2013 г.